# アレッサンドラ・フェリ

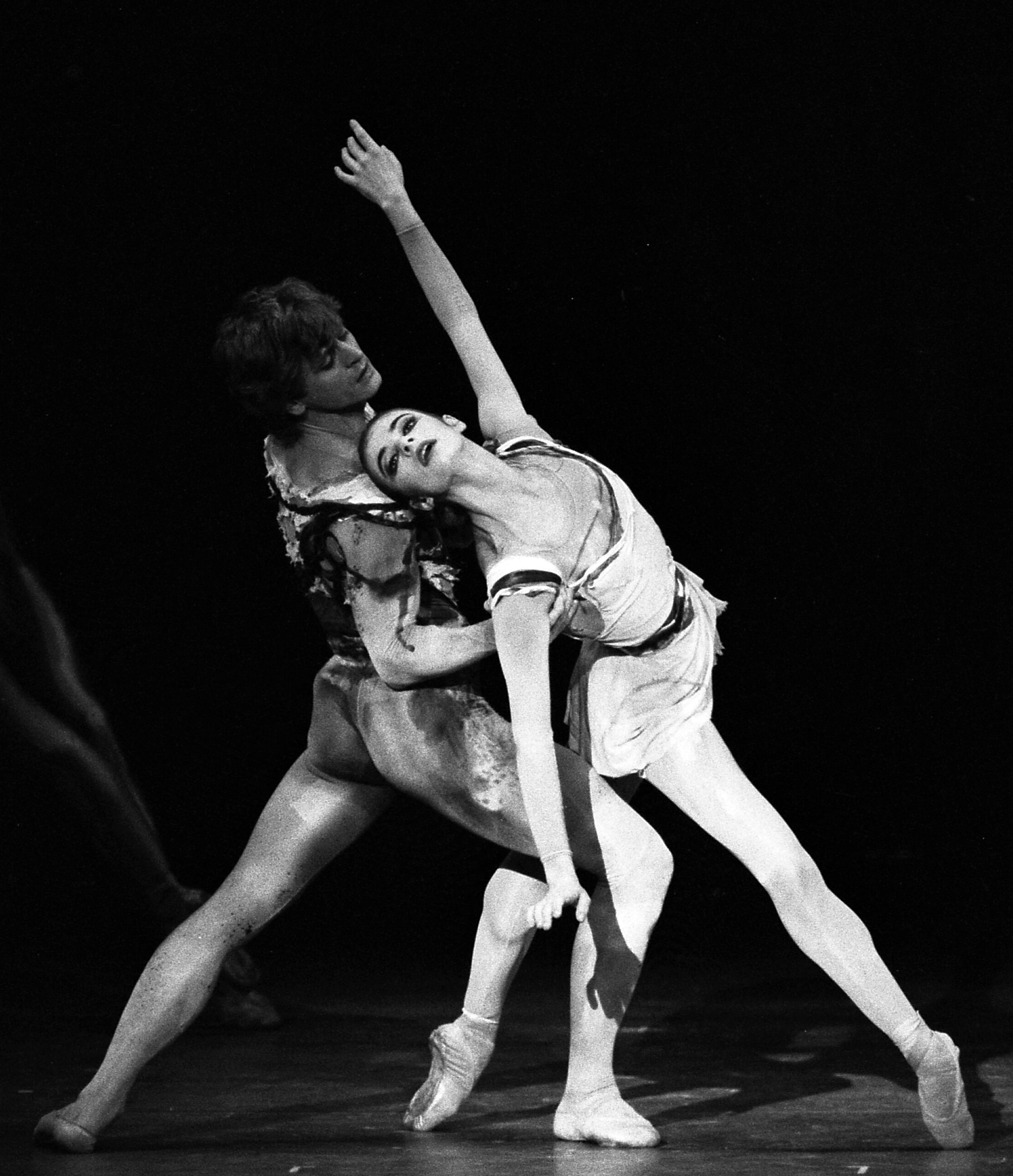
アレッサンドラ・フェリ（左）とミハイル・バリシニコフ(1986年）

アレッサンドラ・フェリ（Alessandra Ferri, 1963年5月6日 - ）は、イタリアのバレリーナ。

## プロフィール
ミラノ生まれ。ミラノ・スカラ座バレエ学校を経て、英国ロイヤル・バレエ学校に奨学金を得て留学。1980年にローザンヌ国際バレエコンクールで入賞した後、ロイヤル・バレエ団に入団。19歳の時、ケネス・マクミランに見出され、『うたかたの恋』の主役に抜擢される。以後、「マクミランのミューズ」として『マノン』『影の谷』『ロミオとジュリエット』などの作品で、情熱的なヒロインを踊って高い評価を受け、1983年にはローレンス・オリヴィエ賞を受賞。
1985年に、芸術監督（当時）のミハイル・バリシニコフの誘いに応じ、アメリカン・バレエ・シアター (ABT) に移籍。その後は同カンパニーとミラノ・スカラ座バレエ団のプリンシパルとして活躍しながら、世界各国のバレエ団にもゲスト・アーティストとして客演。日本でもABT・スカラ座来日公演や客演、世界バレエフェスティバルなどで数々の演技を見せた。
清純可憐な美少女からファム・ファタル（魔性の女）、成熟した大人の女性、肉体を持たない妖精までをも演じ、「バレエ女優」「バレエ界のマリア・カラス」とも称される。レパートリーもマクミラン、バリシニコフの他、ジョージ・バランシン、ジョン・クランコ、ジェローム・ロビンズ、ローラン・プティなど幅広く、特にプティは彼女のために『カルメン』、『恋する悪魔』などを振付けている。
ABTでは長年フリオ・ボッカを名パートナーとした。スカラ座ではマッシモ・ムッルや、近年ではロベルト・ボッレとも組んだ。その他客演などでマニュエル・ルグリやヴラジーミル・マラーホフなど当代を代表する多くの男性ダンサーと共演した。
2007年3月のジョン・ノイマイヤー振付『椿姫』（フェリは何年も前からこの作品の全幕を踊ることを切望していたが、自身の妊娠など諸般の事情でなかなか実現できなかった）を最後に、ミラノ・スカラ座バレエ団を引退。ABTの方も、6月のケネス・マクミラン振付『ロミオとジュリエット』を最後に引退。8月の東京での引退記念公演及びイタリア・シチリアでの舞台を最後に第一線を退くこととなった。
夫は写真家のファブリツィオ・フェリで、2子（長女・次女）をもうけている。

## レパートリー

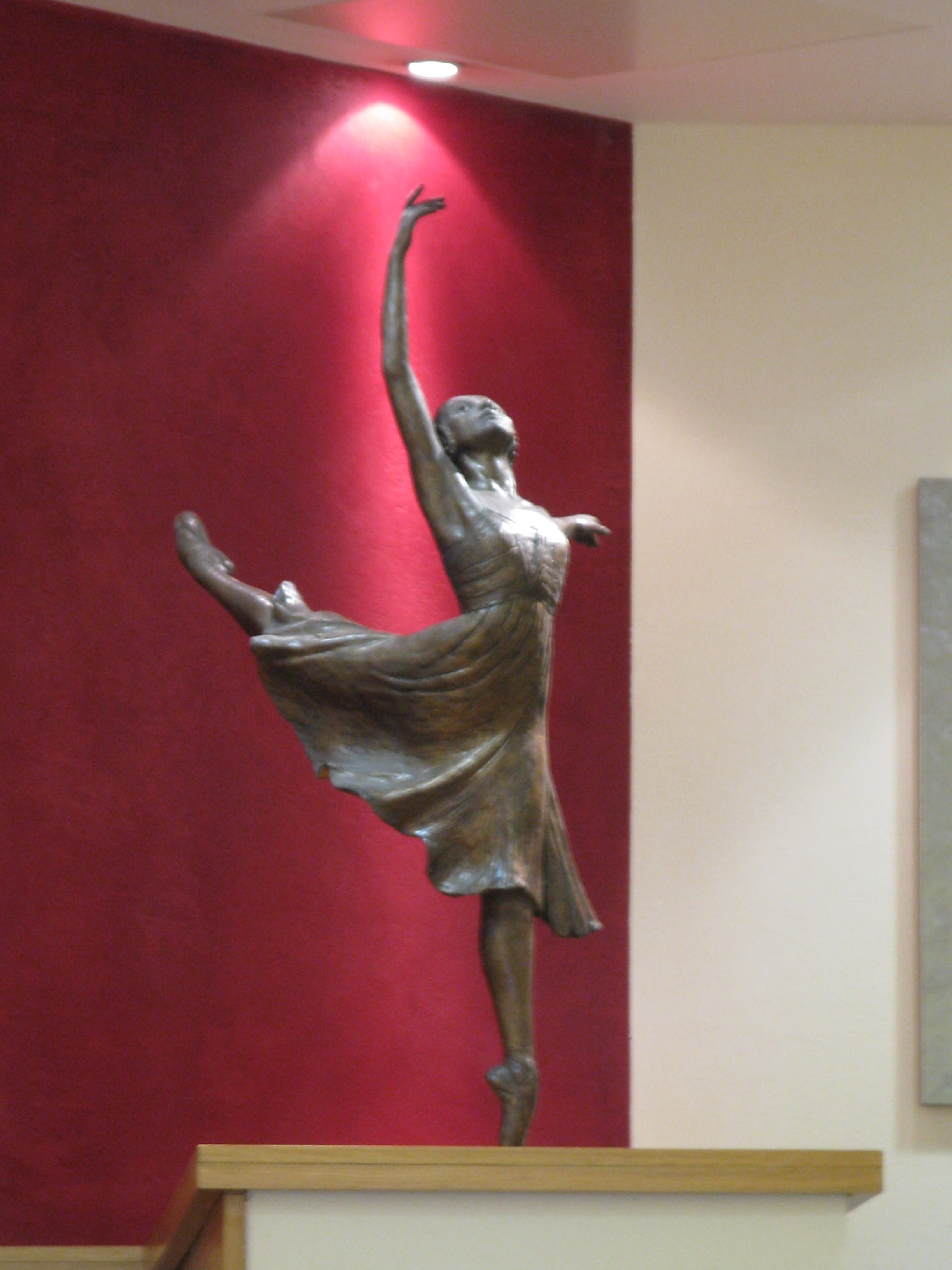
ジュリエットを演じるアレッサンドラ・フェリの像。ネイサン・デイヴィッド作、ロイヤル・バレエ学校蔵

- ジゼル（ジゼル、ミハイル・バリシニコフ、パトリス・バール振付）
- カルメン（カルメン、ローラン・プティ、アルベルト・アロンソ振付）
- うたかたの恋（マリー・ヴェツェラ、ケネス・マクミラン振付）
- マノン（マノン、ケネス・マクミラン振付）
- ロメオとジュリエット（ジュリエット、ケネス・マクミラン振付）
- 影の谷（ケネス・マクミラン振付）
- 別の鼓手（ケネス・マクミラン振付）
- ラ・バヤデール（ニキヤ）
- 眠れる森の美女（オーロラ姫）
- ラ・シルフィード（シルフィード、ピエール・ラコット振付）
- オネーギン（タチヤナ、ジョン・クランコ振付）
- 恋する悪魔（ローラン・プティ振付）
- アザー・ダンス（ジェローム・ロビンズ振付）
- 真夏の夜の夢（タイターニア、ジョージ・バランシン振付）
- 椿姫（マルグリット、ジョン・ノイマイヤー振付）

## 映像作品
- オードリー・ヘプバーン (2020) - 晩年のオードリー・ヘプバーン役